# Futbol'nyj Klub Kuzbass Kemerovo
Il Kuzbass Kemerovo, ufficialmente Futbol'nyj Klub Kuzbass Kemerovo' (in russo Футбольный клуб Кузбасс Кемерово?), è una società calcistica russa con sede a Kemerovo.

## Storia

### Unione Sovietica
Fondata nel 1946 col nome di Azot, tra il 1948 e il 1956 Khimik: partecipò alla seconda serie del Campionato sovietico di calcio nel 1948 e nel 1949; tra il 1950 e il 1956, nessuna squadra siberiana partecipò ai campionati nazionali. Dal 1957 i club furono ammessi alla seconda serie e la squadra tornò col nome di Shakhtyor; nel corso del 1958 riprese la denominazione di Khimik.
Partecipò alla Klass B fino al termine della stagione 1962, quando, con la riforma dei campionati sovietici, la stessa divenne terza serie e la squadra retrocesse. Nel 1966 il club fu rinominato Kuzbass e il club fu ripescato in seconda serie, nonostante l'undicesimo posto nel proprio girone; la riforma dei campionati sovietici della fine del 1969 costrinsero il club ad una nuova retrocessione, nonostante il settimo posto finale. L'anno seguente, però, il club vinse il girone 3 e tornò nuovamente in seconda serie; la permanenza durò solo un anno, perché col diciottesimo posto del 1971 la squadra retrocesse immediatamente. Altrettanto rapidamente, però, conquistò la promozione l'anno seguente, vincendo sia il proprio girone che quello di play-off.
L'avventura in seconda serie durò molto più a lunga: solo dopo 8 anni, infatti, avendo ottenuto come miglior risultato il sesto posto del 1977, col ventiduesimo posto del 1981, il club retrocesse in terza serie. Per altro anche questa retrocessione fu temporanea: nel 1982, infatti, il Kuzbass vinse sia il proprio girone che uno dei tre di play-off tornando subito in seconda serie. Anche in questo ultimo periodo in seconda serie il miglior risultato fu un sesto posto, ottenuto nel 1987. Nel 1990 la squadra retrocesse in terza serie.
L'anno seguente fu l'ultimo di vita del campionato sovietico: la squadra finì settima nel proprio girone di terza serie.

### Russia
Con la fine dell'Unione Sovietica e la nascita del campionato russo di calcio fu collocato in Pervaja Liga, la seconda serie; nel 1993, con la riforma del campionato, il sesto posto finale significò retrocessione in terza serie. Vi rimase fino al 2002, quando prima cambiò nome in Kuzbass-Dinamo e poi dovette rinunciare all'iscrizione ai campionati professionistici. Vi fece ritorno per due anni nel 2005 e nel 2006; dopo un anno nei dilettanti nel 2008 tornò in terza serie col nome di Kuzbass. Dopo tre ottavi posti e un nono posto nel 2011-2012, la società annunciò un nuovo ritiro dai campionati.

## Palmarès

### Competizioni nazionali
- Vtoraja Liga: 3

1970 (Girone 3), 1972 (Girone 6), 1982 (Girone 4)

### Altri piazzamenti
- Vtoroj divizion:

Terzo posto: 1994 (Girone Est), 1995 (Girone Centro)

## Statistiche e record

### Partecipazione ai campionati

#### Unione Sovietica
| Livello | Categoria        | Partecipazioni | Debutto | Ultima stagione | Totale |
| ------- | ---------------- | -------------- | ------- | --------------- | ------ |
| 2º      | Vtoraja Gruppa   | 2              | 1948    | 1949            | 30     |
| 2º      | Klass B          | 6              | 1957    | 1962            | 30     |
| 2º      | Vtoraja Gruppa A | 4              | 1966    | 1969            | 30     |
| 2º      | Pervaja Liga     | 18             | 1971    | 1990            | 30     |
| 3º      | Klass B          | 3              | 1963    | 1965            | 7      |
| 3º      | Vtoraja Gruppa A | 1              | 1970    | 1970            | 7      |
| 3º      | Vtoraja Liga     | 3              | 1972    | 1991            | 7      |

#### Russia
| Livello | Categoria       | Partecipazioni | Debutto | Ultima stagione | Totale |
| ------- | --------------- | -------------- | ------- | --------------- | ------ |
| 2º      | Pervaja liga    | 2              | 1992    | 1993            | 2      |
| 3º      | Vtoraja liga    | 4              | 1994    | 1997            | 15     |
| 3º      | Vtoroj divizion | 11             | 1998    | 2011-2012       | 15     |